# Pedro Tenorio

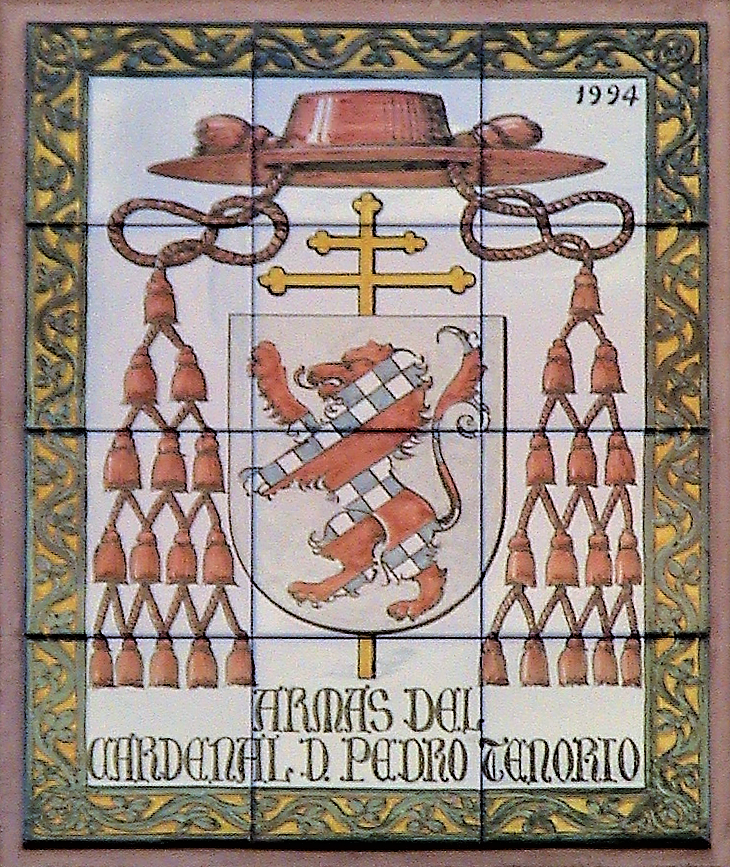
Escudo de D. Pedro Tenorio como Arcebispo de Toledo

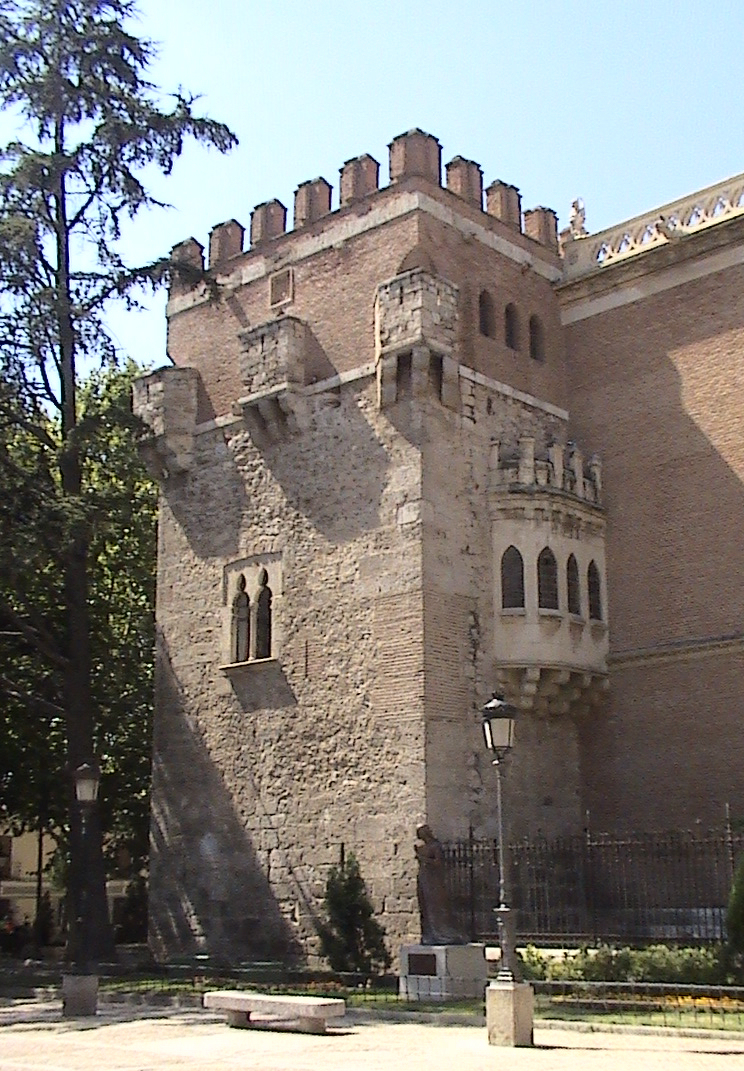
Torreón de Tenorio, en el Palacio Arzobispal de Alcalá de Henares (Madrid - España)

Pedro Diaz de Tenorio (Talavera de la Reina, 1328 - Toledo, 18 de maio de 1399) foi um religioso e arcebispo espanhol.

## Biografia
Descendente de uma linhagem galega dos arredores de Pontevedra, era filho de Diego Alfonso Tenorio e de Juana Duque. Iniciou a sua carreira eclesiástica como arquidiácono de Toro, na diocese de Zamora. Fugiu com seus irmãos para a França, para escapar da perseguição de Pedro I de Castela, e por isso não assumiu como cânon em Toledo. Privado dos rendimentos dos seus benefícios em Castela, com a morte dos dois irmãos, viu-se herdeiro da fortuna da família; com ela sobreviveu e teve uma brilhante carreira eclesiástica. Provavelmente iniciada em Castela, continuou-a em Toulouse, onde obteve o bacharelado em Cânones antes de 1364. Depois foi para Perúgia, onde estudou e ensinou na Universidade, e de lá para Avinhão, para o Studium Romano, onde exerceu uma cátedra dotada de 200 florins de ouro anuais. Em 1368 completou o grau de doutor.
Tenório alistou-se no exército de Henrique II, mas na batalha de Nájera (3 de abril de 1367) caiu prisioneiro de seu inimigo. Ele salvou sua vida em troca de resgate e graças à intercessão do Príncipe Negro. Retornando a Avinhão, testemunhou a primeira tentativa de devolver os papas a Roma e foi para esta cidade em 1367 com o Papa Urbano V, mas a cúria romana retornou a Avinhão em 1370 e ele com ela. Nessa época foi ordenado sacerdote e obteve o arquidiaconato de Calatrava na igreja de Toledo.
Foi nomeado Bispo de Coimbra de 10 de junho de 1371, no pontificado do Papa Gregório XI. Foi ordenado em Avinhão, através do Cardeal Guido de Bolonha. O seu pontificado na cidade portuguesa foi breve e dedicado mais a questões políticas do que religiosas.
Com a morte de Gómez Manrique, no final de 1375, houve uma dupla eleição para o Capítulo de Toledo, mas o Papa decidiu por um terceiro candidato, que foi Pedro Tenório. A decisão desagradou profundamente ao rei castelhano. Foi Arcebispo de Toledo e Primaz da Espanha de 13 de janeiro de 1377 até sua morte, aos 71 anos.
Publicou no início do seu governo trinta constituições sinodais que modificaram substancialmente o funcionamento da burocracia diocesana, estabelecendo taxas variáveis para os serviços prestados, tentando adaptar-se aos níveis econômicos de cada um deles. Um ano após a sua assunção ao arcebispado de Toledo, ocorreu o grande Cisma do Ocidente. Dom Pedro Tenorio mostrou-se a favor da via concilii, que no final foi a que prevaleceu. A posição oficial de Castela foi estabelecida em 1381 na Catedral de Salamanca. No final de sua vida, o Cisma ainda não havia sido resolvido e Tenório verificou em seu próprio território as consequências da cisão.

O Arcebispo de Toledo foi um determinante na política dos reis castelhanos de Henrique II a Henrique III. Fez parte do conselho regencial durante a minoridade de João I de Castela. Promoveu a realização de diversas obras públicas na Arquidiocese. Favoreceu a nova Ordem de São Jerónimo, que se estabelecem no Mosteiro de Guadalupe. Um de seus grandes legados foi a doação de sua biblioteca ao Capítulo da Catedral. Também foi protetor das artes.